# UFC 255
UFC 255: Figueiredo vs. Perez è stato un evento di arti marziali miste tenuto dalla Ultimate Fighting Championship il 21 novembre 2020 all'UFC APEX di Las Vegas, negli Stati Uniti.

## Risultati
|                                        | Divisione               |                         |                 |                  | Metodo                                  | Round           | Tempo           | Premio          |
| Card Principale                        | Card Principale         | Card Principale         | Card Principale | Card Principale  | Card Principale                         | Card Principale | Card Principale | Card Principale |
| -------------------------------------- | ----------------------- | ----------------------- | --------------- | ---------------- | --------------------------------------- | --------------- | --------------- | --------------- |
| Sfida valida per il titolo di campione | Pesi mosca              | Deiveson Figueiredo (c) | batte           | Alex Perez       | Sottomissione (guillotine choke)        | 1               | 1:57            |                 |
| Sfida valida per il titolo di campione | Pesi mosca femminili    | Valentina Ševčenko (c)  | batte           | Jennifer Maia    | Decisione unanime (49–46, 49–46, 49–46) | 5               | 5:00            |                 |
|                                        | Catchweight (175.5 lbs) | Tim Means               | batte           | Mike Perry       | Decisione unanime (30–27, 29–28, 29–28) | 3               | 5:00            |                 |
|                                        | Pesi mosca femminili    | Katlyn Chookagian       | batte           | Cynthia Calvillo | Decisione unanime (30–27, 30–27, 30–27) | 3               | 5:00            |                 |
|                                        | Pesi mediomassimi       | Paul Craig              | batte           | Maurício Rua     | KO tecnico (pugni)                      | 2               | 3:36            |                 |
| Card Preliminare                       |                         |                         |                 |                  |                                         |                 |                 |                 |
|                                        | Pesi mosca              | Brandon Moreno          | batte           | Brandon Royval   | KO tecnico (pugni)                      | 1               | 4:59            |                 |
|                                        | Pesi medi               | Joaquin Buckley         | batte           | Jordan Wright    | KO (pugni)                              | 2               | 0:18            | POTN            |
|                                        | Pesi mosca femminili    | Antonina Shevchenko     | batte           | Ariane Lipski    | KO tecnico (pugni)                      | 2               | 4:33            | POTN            |
|                                        | Pesi welter             | Nicolas Dalby           | batte           | Daniel Rodriguez | Decisione unanime (30–27, 29–28, 29–28) | 3               | 5:00            |                 |
|                                        | Pesi welter             | Alan Jouban             | batte           | Jared Gooden     | Decisione unanime (30–27, 30–27, 30–27) | 3               | 5:00            |                 |
|                                        | Pesi medi               | Kyle Daukaus            | batte           | Dustin Stoltzfus | Decisione unanime (30–27, 30–27, 30–26) | 3               | 5:00            |                 |
|                                        | Pesi welter             | Sasha Palatnikov        | batte           | Louis Cosce      | KO tecnico (pugni)                      | 3               | 2:27            | FOTN            |

## Premi
I lottatori premiati ricevettero un bonus di 50.000 dollari.
Legenda:
- FOTN: Fight of the Night (vengono premiati entrambi gli atleti per il miglior incontro dell'evento)
- POTN: Performance of the Night (viene premiato il vincitore per la migliore performance dell'evento)